# Марксистский гуманизм

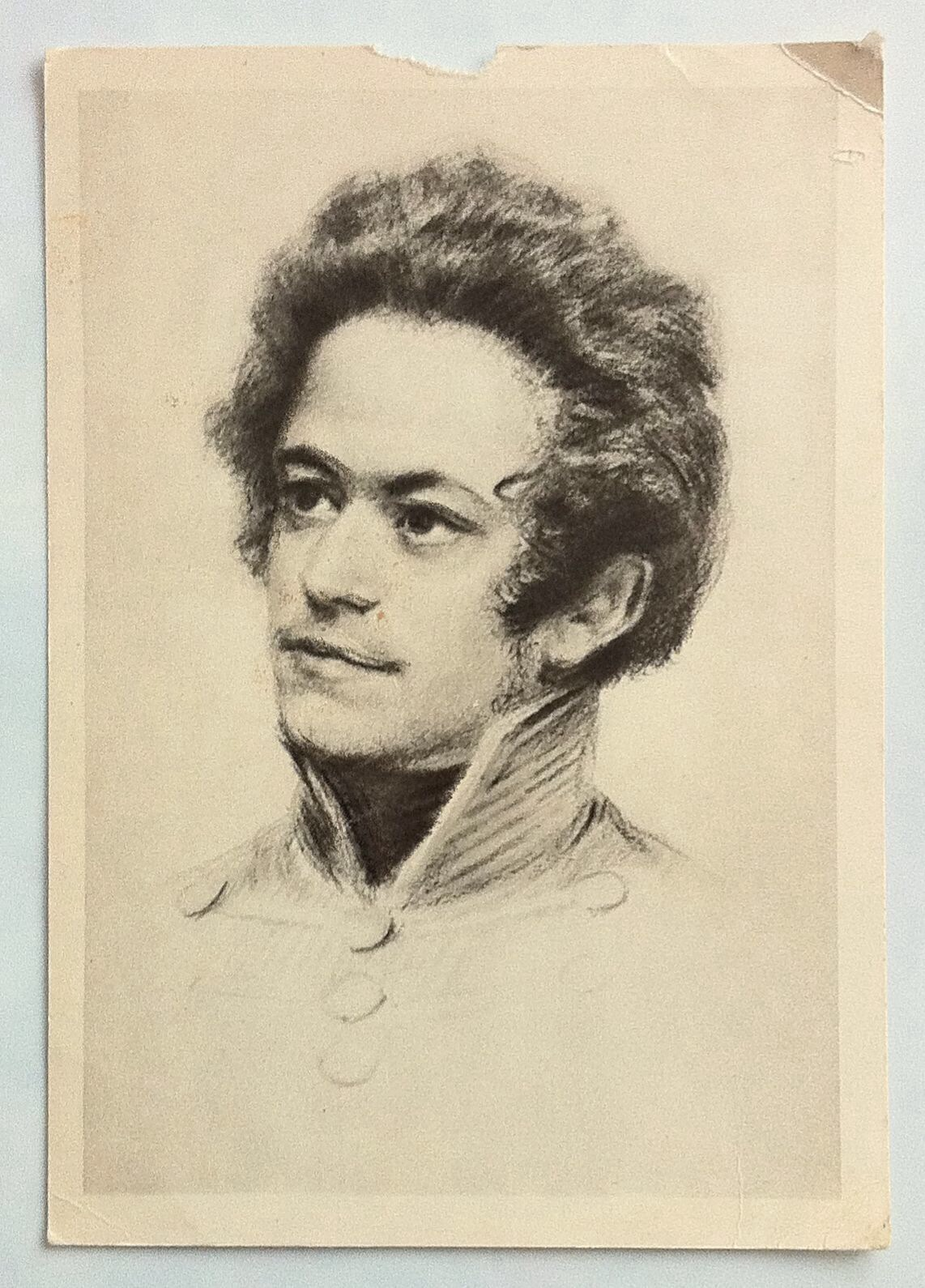
Молодой Карл Маркс

Марксистский гуманизм — это совокупность теорий, идей и политических действий, основанная на интерпретации работ Карла Маркса. Это исследование того, «из чего состоит человеческая природа и какое общество было бы наиболее благоприятным для процветания человека» с критической точки зрения, уходящей корнями в марксистскую философию. Марксистские гуманисты утверждают, что сам Маркс занимался исследованием подобных вопросов.
Марксистский гуманизм возник в 1932 году с публикацией «Экономическо-философских рукописей 1844 года» Маркса и достиг определенной известности в 1950-х и 1960-х годах. Марксистские гуманисты утверждают, что существует преемственность между ранними философскими трудами Маркса, в которых он развивает свою теорию отчуждения, и структурным описанием капиталистического общества, найденным в его более поздних работах, таких как «Капитал». Они считают, что необходимо усвоить философские основы Маркса, чтобы правильно понять его более поздние работы.
В отличие от официального диалектического материализма СССР и структуралистского марксизма Луи Альтюссера, марксистские гуманисты утверждают, что работа Маркса была продолжением или трансценденцией гуманизма Просвещения.

## Происхождение
Начало марксистскому гуманизму положила публикация «Истории и классового сознания» Дьёрдя Лукача и «Марксизма и философии» Карла Корша 1923 года. В этих книгах Лукач и Корш предлагают марксизм, который подчёркивает гегельянский элемент мысли Карла Маркса. Марксизм — это не просто теория политической экономии, улучшающая своих предшественников, и не научная социология, сродни естественным наукам. Марксизм — это прежде всего критика, самосознательная трансформация общества. В капиталистических обществах человеческие свойства, отношения и действия трансформируются в свойства, отношения и действия созданных человеком вещей, которые становятся независимыми от человека и управляют его жизнью. Затем эти созданные человеком вещи представляются изначально независимыми от человека. И наоборот, человеческие существа превращаются в вещеподобных существ, которые ведут себя не по-человечески, а по законам вещного мира. Лукач утверждает, что элементы этой концепции неявно присутствуют в анализе товарного фетишизма, содержащемся в «Капитале».
Первая публикация «Экономических и философских рукописей Маркса» в 1932 году сильно изменила восприятие его работы. Эта ранняя работа Маркса была написана в 1844 году, когда Марксу было двадцать пять или двадцать шесть лет. Рукописи помещали прочтение Марксом политической экономии, его отношение к философии Георга Вильгельма Фридриха Гегеля и Людвига Фейербаха, а также его взгляды на коммунизм в новые теоретические рамки. В рукописях Маркс заимствует философскую терминологию у Гегеля и Фейербаха, чтобы изложить критику капиталистического общества, основанного на «отчуждении». Благодаря своей собственной деятельности человек становится чуждым своим человеческим возможностям: продуктам своей собственной деятельности, природе, в которой он живёт, другим людям и самому себе. Эта концепция не просто описательна, это призыв к де-отчуждению посредством радикального изменения мира.

## Направления и представители
| Название                     | Основные представители                             | Описание |
| ---------------------------- | -------------------------------------------------- | --- |
| Франкфуртская школа          | М. Хоркхаймер, Т. Адорно, Г. Маркузе, Э. Фромм     | Возникла в 1930-х годах в Германии. Критиковала общество потребления, сложившееся в западных странах и советскую версию марксизма. Франкфуртская школа утверждала, что современное индустриальное общество превратилось в технократичную и тоталитарную систему, существующую за счет навязывания «ложного сознания» и ложных потребностей через СМИ и массовую культуру. |
| Группа Джонсон-Форест        | С. Джеймс, Р. Дунаевская                           | Возникла в 1940-х годах в американском троцкистском движении. Группа, в отличие от других троцкистов, определявших советский строй как деформированное рабочее государство, бюрократический коллективизм и т.д., определяла его как государственный капитализм. |
| Экзистенциалистский марксизм | Ж.-П. Сартр, К. Касториадис, К. Лефор              | Основной акцент в этом направлении делается на человеческую субъективность, проблемы отчуждения (то, на что делал сильный упор ранний Маркс), проблемы восстановления целостности человека. |
| Феноменологический марксизм  | Э. Пачи, П. Пиконе                                 | Энцо Пачи пытался соединить Гуссерля с Марксом путём соединения феноменологии и марксизма. Роватти, Вигорелли разрабатывали проблематику человеческих потребностей, революционного субъекта истории и т. д. |
| Школа «Праксис»,             | Г. Петрович, Р. Супек, С. Стоянович, В. Филиппович | Возникла в Югославии в 1960-х годах. Человек трактовался не просто как трудящееся существо, как субъект свободной творческой практики, практика рассматривалась как фундаментальное отношение между субъектом и объектом. |
| Будапештская школа           | А. Хеллер, М. Вайда, Д. Маркуш, Ф. Фехер           | Возникла в Венгрии в 1960-х годах. Последователи идей молодого Дьёрдя Лукача, в частности, особенное значение имеет его работа «История и классовое сознание», в которой диалектика представляется как взаимосвязь и взаимопереход объекта и субъекта, а во главу угла ставится понятие общества как целостности.                                                         |

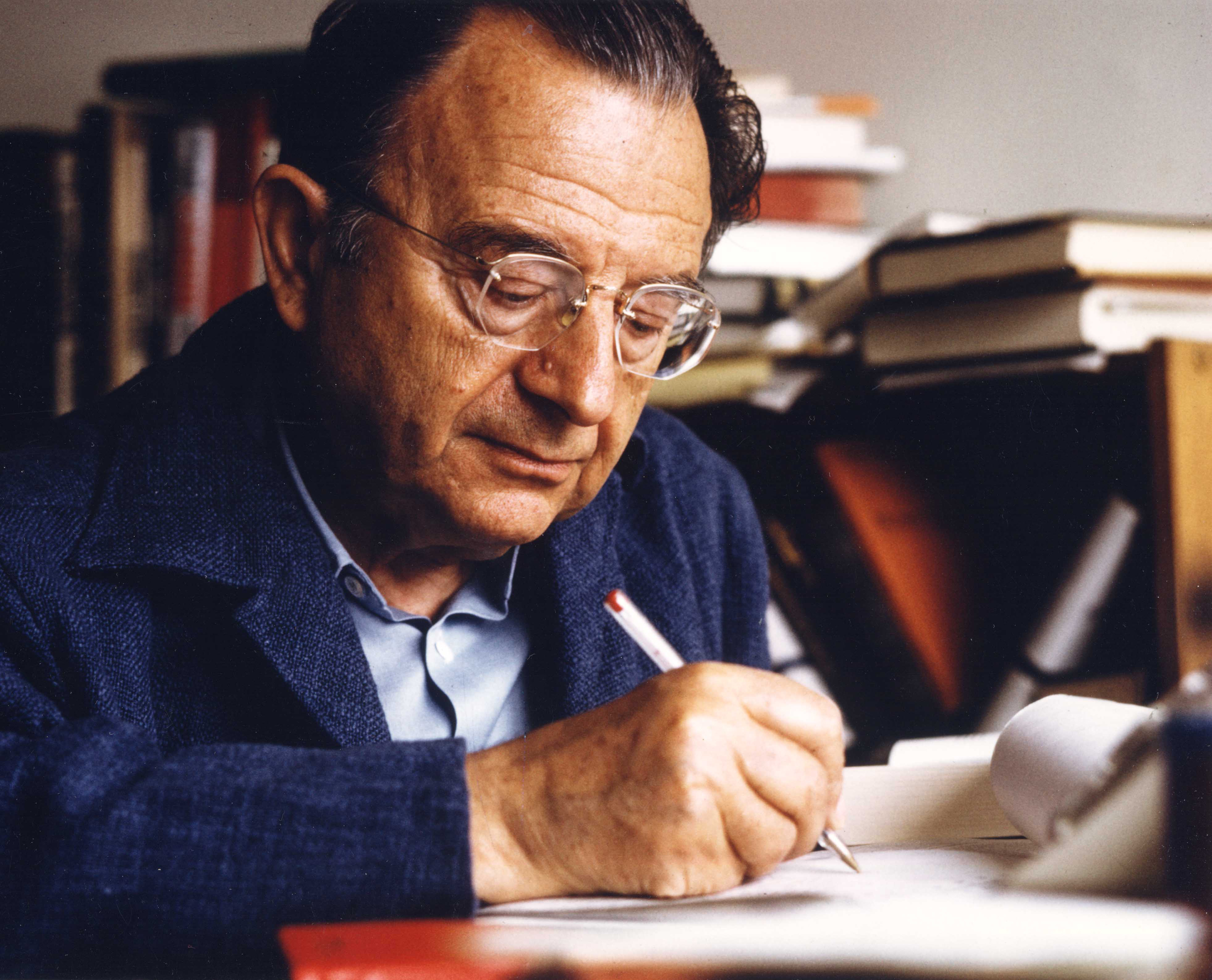
В таких своих трудах, как «Марксова концепция человека», Эрих Фромм отстаивал прочтение Маркса как последовательного гуманиста

Другие представители марксистского гуманизма:
- Кевин Б. Андерсон (р. 1948), американский социальный теоретик и активист.
- Вальтер Беньямин (1892—1940), немецко-еврейский марксистский литературный критик, эссеист, переводчик и философ.
- Джон Бёрджер (1926—2017), английский искусствовед, романист, художник и писатель.
- Маршал Берман (1940—2013), американский марксистский философ и писатель.
- Эрнст Блох (1885—1977), немецкий марксистский философ.
- Франц Фанон (1925—1961), психиатр, философ, революционер и писатель.
- Паулу Фрейре (1921—1997), бразильский педагог и влиятельный теоретик критической педагогики.
- Найджел Гибсон, британский и американский философ.
- Люсьен Гольдман (1913—1970), французский философ и социолог еврейско-румынского происхождения.
- Льюис Гордон (р. 1962), чернокожий американский философ.
- Андре Горц (1923—2007), австрийский и французский социальный философ.
- Антонио Грамши (1891—1937), итальянский писатель, политик, политический философ и лингвист.
- Кристофер Хилл (1912—2003), английский марксистский историк.
- Эндрю Климан[англ.], марксистский экономист и философ.
- Лешек Колаковский (1927—2009), польский философ и историк идей. Колаковский порвал с марксизмом после того, как польский политический кризис 1968 года вынудил его покинуть Польшу.
- Карел Косик (1926—2003), чешский философ, писавший на такие темы, как феноменология и диалектика с марксистско-гуманистической точки зрения.
- Анри Лефевр (1901—1991), французский социолог и философ.
- Джон Льюис (1889—1976), британский унитарианский священник и марксистский философ.
- Дьёрдь Лукач (1885—1971), венгерский марксистский философ и литературный критик.
- Хосе Карлос Мариатеги (1894—1930), перуанский интеллектуал, журналист и политический философ.
- Питер МакЛарен (р. 1948), один из ведущих архитекторов критической педагогики.
- Дэвид Макрейнолдс (1929—2018), американский демократический социалист и пацифистский активист.
- Родольфо Мондольфо (1877—1976), итальянский марксистский философ и историк древнегреческой философии.
- Франклин Роузмонт (1943—2009), американский писатель, художник, историк и активист.
- Ван Руошуй (1926—2002), китайский журналист и философ.
- Иван Свитак (1925—1994), чешский социальный критик и теоретик эстетики.
- Э. П. Томпсон (1924—1993), английский историк, социалист и борец за мир.